# Pilemia
Pilemia is een kevergeslacht uit de familie van de boktorren (Cerambycidae). De wetenschappelijke naam van het geslacht werd voor het eerst geldig gepubliceerd in 1864 door Fairmaire.

## Soorten
Pilemia omvat de volgende soorten:
- Pilemia angusterufonotata (Pic, 1952)
- Pilemia annulata (Hampe, 1852)
- Pilemia breverufonotata (Pic, 1952)
- Pilemia griseomaculata Pic, 1891
- Pilemia halperini (Holzschuh, 1999)
- Pilemia hirsutula (Frölich, 1793)
- Pilemia konyaensis (Danilevsky, 2010)
- Pilemia samii (Özdikmen & Turgut, 2010)
- Pilemia serriventris (Holzschuh, 1984)
- Pilemia smatanai (Holzschuh, 2003)
- Pilemia tigrina (Mulsant, 1851)
- Pilemia vagecarinata Pic, 1952